# Società svedese di medicina
La Società svedese di medicina (in inglese: Swedish Society of Medicine; in svedese: Svenska Läkaresällskapet) è un'organizzazione professionale indipendente e scientifica formata da medici svedesi provenienti da tutte le specializzazioni mediche. Il suo obbiettivo è la promozione della ricerca, dell'istruzione e della qualità nell'assistenza sanitaria.

## Organizzazione
La società fu fondata nel 1808 da Jöns Jacob Berzelius, Jonas Henrik Gistrén, Erik Gadelius, Anders Johan Hagströmer, Carl Fredrik von Schulzenheim, Eric Carl Trafvenfelt e Henrik Gahn.
L'organizzazione è una delle più antiche del suo genere in Europa. L'iscrizione a pieno titolo è aperta a coloro che si sono laureati in medicina in un Paese del nord Europa, che si sono laureati in medicina altrove e sono autorizzati a esercitare in Svezia o che hanno conseguito un dottorato presso una facoltà di medicina di un'università svedese.
Nel 2022, i membri erano oltre 20.000.

## Medaglia Pasteur
La Società assegna la Medaglia Pasteur ogni dieci anni a uno scienziato che abbia dato un contributo significativo alla batteriologia o all'igiene. La prima medaglia fu consegnata a Louis Pasteur nel giorno del suo settantesimo compleanno (nel 1892), mentre il premio iniziò ad essere decennale nel 1900.
La Yale Art Gallery afferma erroneamente che il medaglione in bronzo è francese. La medaglia fu progettata dal francese Victor Peter (1840-1918).